# Джийн Вандър Пил
Джийн Вандър Пил (на английски: Jean Vander Pyl; 11 октомври 1919 г. – 10 април 1999 г.) е американска актриса.
Въпреки своята над 50-годишна кариера в киното и телевизията, тя е известна най-вече като гласа на Уилма Флинтстоун в анимационния сериал на Хана-Барбера „Семейство Флинтстоун“. Също така, озвучава Пебълс Флинтстоун, Роузи и Г-жа Спейсли в „Семейство Джетсън“, Голди, сестра Лару, Лола Гламур и други в „Топ Кет“, Вещицата Уинсъм в „Шоуто на Тайната катерица“ и Оджи в „Магила Горила“.
Джийн Вандър Пил умира на 79 години от рак на белия дроб на 10 април 1999 г. Остава след себе си трима синове, двама доведени синове и три внучета.